# 大山号

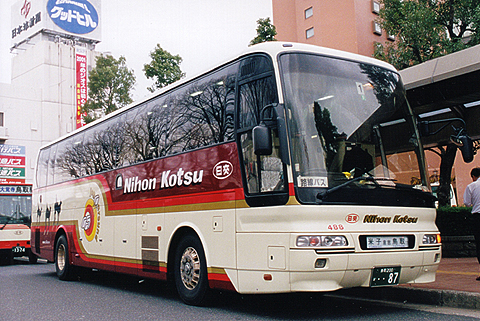
大山号（日本交通）

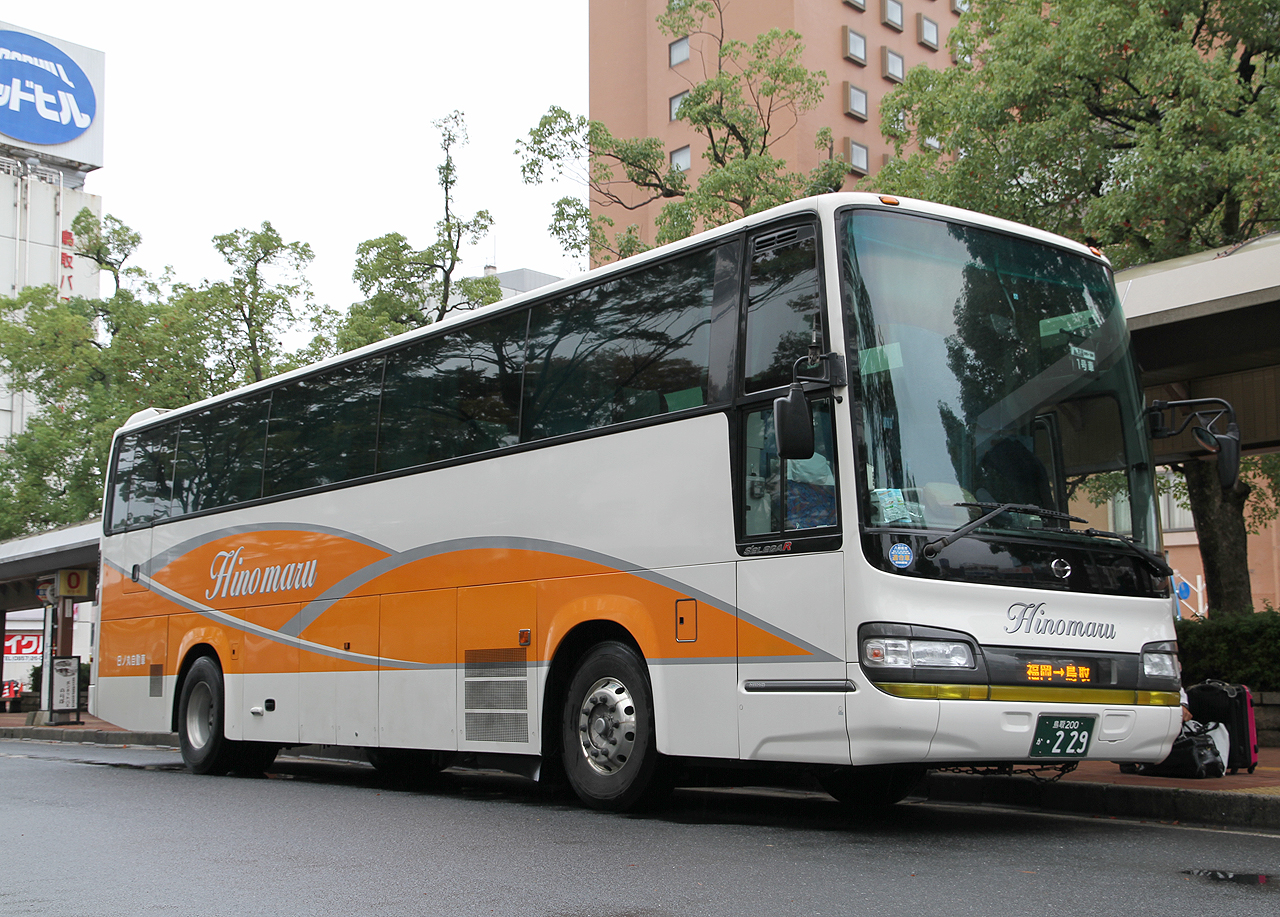
大山号（日ノ丸自動車）

大山号（だいせんごう）は、福岡県（福岡市・北九州市）と鳥取県（米子市・倉吉市・鳥取市）を結んでいた夜行高速バスである。
1991年より32年間に渡って運行されてきたが、新型コロナウイルスの影響などによる利用者減少の為、2023年1月8日をもって路線廃止された。

## 概要
出雲ドリーム博多号（福岡・北九州 - 雲南・松江・出雲）と共に、山陰と福岡を結ぶ数少ない公共交通機関の一つである。出雲路号（当時）に遅れて1991年に運行を開始した。運行開始当初より夜行便1往復のみの運行となっている。
愛称の由来は、鳥取県にある中国地方最高峰の山「大山」から。
席は全便座席指定制。乗車には予約が必要。

## 歴史

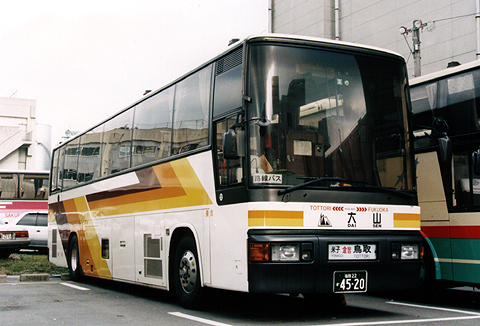
かつて西鉄が運行していた「大山号」

- 1991年9月18日 - 西日本鉄道・日本交通 (鳥取県)・日ノ丸自動車により運行開始[1]。
- 1999年5月31日 - 西日本鉄道が撤退（予約・発券・運行支援業務は継続）。
- 2015年4月1日 - 停車地に湖山・湖陵高校前を追加し、運行経路を米子自動車道から松江自動車道へ変更。
- 2023年1月8日 - この日の福岡発鳥取行きを持って路線廃止[2]。

## 運行会社
- 日本交通 (鳥取県)
  - 担当営業所：鳥取本社営業所
- 日ノ丸自動車
  - 担当営業所：鳥取営業部（電話予約は行わない）
- 両社の福岡側の運行支援は西日本鉄道愛宕浜自動車営業所が担当。
- 米子・倉吉・鳥取側の電話予約は日本交通のみの担当。

## 運行経路・停車停留所
太字は停車停留所。福岡県内のみ・鳥取県内のみの利用不可。
西鉄天神高速バスターミナル - 博多バスターミナル - 福岡高速2号線 - 福岡高速1号線 - 福岡高速4号線 - 九州自動車道 - 北九州高速4号線 - 黒崎インター引野口 - 砂津 - 小倉駅前 -北九州高速4号線 - 関門橋 - 中国自動車道 - 山陽自動車道 - 広島自動車道 - 中国自動車道 - 松江自動車道 - 山陰自動車道 - 米子駅 - 山陰自動車道 - 国道9号 - 国道179号 - 倉吉バスセンター - 国道179号 - 山陰自動車道 - 国道9号 - 湖山・湖陵高校前 - 鳥取駅バスターミナル
- 福岡行きは途中壇之浦パーキングエリアにおいて、鳥取行きは宍道湖サービスエリアにおいて休憩をする。
- 上下とも山陽道宮島SAで乗務員交代が行われる。
- 倉吉市内の停留所は倉吉バスセンターのみで、倉吉駅には停車しない。
- なお、松江道開通前は三次東JCT - 米子駅間は中国道・米子道経由で運行しており、鳥取行きの休憩地は中国道大佐SAだった。大佐到着は早朝(4時頃)だったため、放送による案内は原則行われなかった。

## 車内設備
- 3列独立シート
- テレビ・ビデオ・ラジオ
- 化粧室
- 飲物サービス
- おしぼり
- 毛布
- スリッパ